# 海人树属
海人树属（学名：Suriana）是海人树科下的一个属，为灌木或小乔木植物。该属仅有海人树（Suriana maritima）一种，通常分布于太平洋至印度洋热带地区的小孤岛或珊瑚岛上。